# Pterotaea tytthos
Pterotaea tytthos là một loài bướm đêm trong họ Geometridae.